# Совмещение морфов
Совмеще́ние мо́рфов (также наложение морфов, аппликация) — одно из морфонологических явлений, которое носит вспомогательный характер в процессе словообразования наряду с чередованием, наращением, усечением и различием места ударения. Заключается в частичном или полном совпадении морфов в одном звуковом комплексе на стыке морфем мотивирующей (производящей) основы и форманта, а также в совпадении частей основ словосложения друг с другом и интерфиксом, при их включении в мотивированное (производное) слово: Курск → кур-ск-ий (-ск- — часть корня и одновременно суффикс), но Тверь → твер-ск-ой; лилов-ый → лил-ов-ат-ый (отрезок -ов- одновременно принадлежит и корню лилов- и суффиксу -оват-), но бел-ый → бел-оват-ый; Лермонтов и -вед → лермонт-о-в-ед (отрезок -ов- одновременно принадлежит и основе Лермонтов-, и интерфиксу -о- и основе -вед), но театр и -вед → театр-о-вед.
В исследованиях Е. А. Земской мотивированные слова, образованные с совмещением (наложением) морфов, и мотивированные слова, у которых отсутствует наложение, представляют собой разные морфонологические модели внутри словообразовательного типа. Например, пары слов манговый и банановый относятся к одному словообразовательному типу, но представляют в них разные модели. Слово манговый представляет модель с совмещением морфов (манго → манг-о-в-ый), а слово банановый — модель без совмещения (банан → банан-ов-ый).
В большинстве случаев в русском языке совмещение морфов происходит на стыке конечной части основы и суффикса. В именах существительных частично совмещаются такие суффиксальные морфы, как -ник (с финалью -н’), -ист (с финалью -и), -иана (с финалью -и), -няк (с финалью -н): сот/н’/-я → сот-н-ик, регби → регб-и-ст, Руставели → руставел-и-ана, сосн-а → сос-н-як. В именах прилагательных частично совмещаются такие суффиксальные морфы, как -ов,-ов(ый) притяжательных и относительных прилагательных (с финалью -о), -ин (с финалью -и) -/о/вск- (с финалью -о, -е), -инск- (с финалью -и), -оват-/-еват- (с финалью -ов/-ев) и т. д.: бордо → борд-о-в-ый, Вилли → Вилл-и-н, Гёте → гёт-е-вск-ий, Лахти → лахт-и-нск-ий, оранжев-ый → оранж-ев-ат-ый и т. д. В глаголах частично совмещаются такие суффиксальные морфы, как -нича- (с финалью -нич), -нича- (с финалью -н’) -ствова- (с финалью -ств, -ст), -ну- (с финалью -н): мошенник → мошен-нич-а-ть (с чередованием к — ч), важн-ый → важ-н’-ича-ть (с чередованием н — н’), соответств-ие → соответ-ств-ова-ть (с чередованием в — в’), окун-а-ть → оку-н-у-ть. В частицах и междометиях отмечается частичное совмещение морфов -очко, -очки, -оханьки, -ошеньки (с финалью -о), -ушки, -унюшки (с финалью -у): спасибо → спасиб-о-чко, спасиб-о-чки; ничего → ничег-о-ханьки, ничег-о-шеньки, агу → аг-у-шки, аг-у-нюшки. Полностью совмещаются морфы -ев(а) (с финалью -ев) и -к (с финалью -к) в именах существительных: коричнев-ый → коричн-ев-а, кувырк-а-ть-ся → кувыр-к-а (форма родительного падежа от кувырок); морфы /-j/, -ов, -ск (с финалями /-j/, -ов, -ск) в именах прилагательных: сыно/в’-j-а/ (форма множественного числа от сын) → сыно/в’-j/-его (форма родительного падежа от сыновий), торгов-а-ть → торг-ов-ый, Омск → ом-ск-ий.
Совмещение интерфиксов с частями основ сложного слова в русском языке включает два варианта. В первом интерфиксы -о- и -е- могут накладываться на тождественные финали основ: радио и рубка → ради-о-рубка, теле-визионный и передача → тел-е-передача. Во втором интерфикс -о- (на письме — о и а) с первой согласной фонемой второй основы может накладываться на конечные фонемы первой основы: Чехов и -вед → чех-о-в-ед, океан и -навт → океа-н-а-вт. Также может происходить совмещение постфикса -ся мотивированного слова с постфиксом -ся мотивирующего слова: верте-ть-ся → до-верте-ть-ся.
Совмещение морфов может одновременно отмечаться вместе с другими морфонологическими явлениями, например, с усечением основы мотивирующего слова за счёт финали -о в слове радист (радио → рад-и-ст) — вместе с усечением накладываются друг на друга фонемы -и- основы и суффикса -ист.